# Zardoz
Zardoz – film z 1974 w reżyserii Johna Boormana.

## Fabuła
Akcja filmu toczy się w roku 2293, po tym jak w 1990 roku kataklizm zniszczył Ziemię. W zachowanych ruinach znaleźli schronienie prymitywni Brutale, nadzorowani przez uprzywilejowaną kastę Eksterminatorów. Jednak za każde zachowania przejawiające nieposłuszeństwo zostają skazani na śmierć. Brutale uprawiają ziemię, na której rosną warzywa i owoce dostarczane do Vorteksu, czyli jedynej oazy dawnej cywilizacji. 

## Obsada
- Sean Connery jako Zed
- Charlotte Rampling jako Consuella
- Sara Kestelman jako May
- John Alderton jako przyjaciel
- Sally Anne Newton jako Avalow
- Niall Buggy jako Arthur Frayn/Zardoz
- Bosco Hogan jako George Saden
- Jessica Swift jako Apathetic
- Bairbre Dowling jako Star
- Christopher Casson jako stary naukowiec
- Reginald Jarman jako śmierć
- Daisy Boorman jako Wieczny (retrospekcja)
- John Boorman jako rolnik zabity przez Zeda
- Katrine Boorman jako Wieczny (retrospekcja)
- Telsche Boorman jako Wieczny (retrospekcja)